# 52 d'Àries
52 d'Àries (52 Arietis) és una estrella múltiple de la constel·lació d'Àries. Té una magnitud aparent de +5,45.